# Michael Cerny

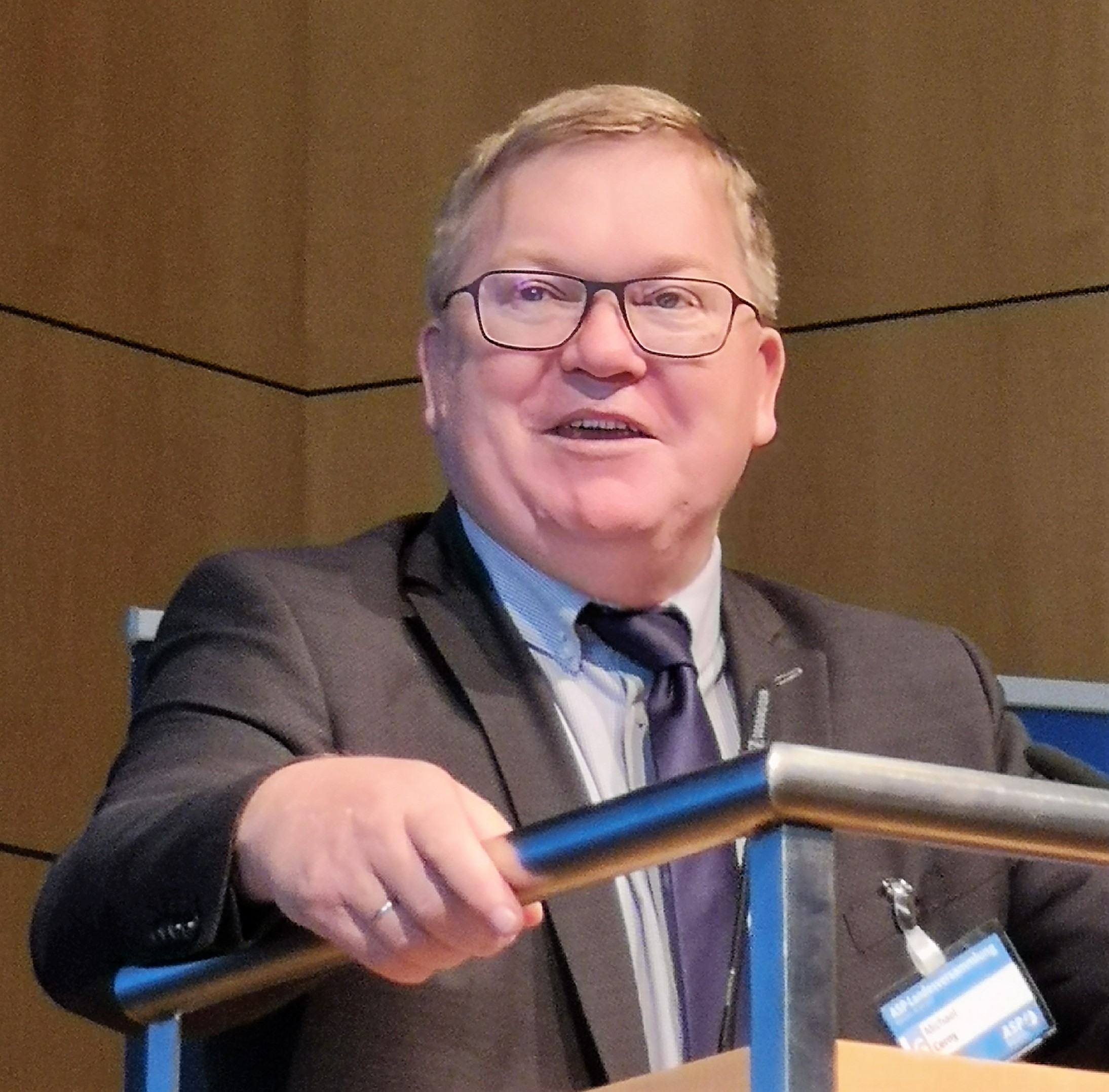
Michael Cerny (2019)

Michael Cerny (* 16. Mai 1964 in Vilseck) ist ein deutscher Politiker (CSU). Bei der Kommunalwahl am 16. März 2014 wurde Michael Cerny zum Oberbürgermeister der Stadt Amberg gewählt.

## Leben
Cerny studierte Informatik in Erlangen und war seit 1989 als Diplom-Informatiker bei der Siemens AG in Amberg im Bereich der Informationstechnologie tätig. Er ist verheiratet und lebt mit seiner Ehefrau und den gemeinsamen drei Kindern im Westen von Amberg.
1996 zog Cerny mit der Liste der CSU in den Amberger Stadtrat ein. Im Jahr 2002 wurde er zum 3. Bürgermeister gewählt, seit 2008 war er 2. Bürgermeister der Stadt Amberg. 2014 wurde Michael Cerny als Nachfolger von Wolfgang Dandorfer (CSU) zum Oberbürgermeister der Stadt Amberg gewählt und bei der Kommunalwahl am 15. März 2020 im ersten Wahlgang mit 56,4 Prozent der Wählerstimmen im Amt bestätigt.